# Oni Logan
Oni Logan, nato Leonardo Gustavo Gimenez (Buenos Aires, ...) è un cantante statunitense di origine argentina, noto principalmente per la sua militanza nei Lynch Mob.

## Biografia
Nato a Buenos Aires, in Argentina, si trasferisce con la famiglia negli Stati Uniti a soli undici mesi di età. Comincia la sua carriera di cantante in alcune band locali nel sud della Florida. Verso la fine degli anni ottanta viene invitato ad unirsi alla band Cold Sweat, fondata dall'ex chitarrista dei Keel, Marc Ferrari. Tuttavia abbandona presto il progetto, a causa dell'offerta di unirsi ai Lynch Mob del chitarrista George Lynch. Dopo aver cantato nell'album di debutto Wicked Sensation del 1990, Oni Logan viene sostituito da Robert Mason per motivi mai del tutto chiariti. Successivamente si prende un lungo periodo sabbatico dal mondo della musica, trasferendosi in Svizzera. Si ricongiunge ai Lynch Mob per un tour nel 2008 e registra l'album Smoke and Mirrors nel 2009, disco che George Lynch ha definito "la naturale evoluzione di dove Wicked Sensation sarebbe andato se avessimo registrato un secondo album con Oni".

## Discografia

### Con i Lynch Mob

#### Album in studio
- Wicked Sensation (1990)
- Smoke and Mirrors (2009)
- Sun Red Sun (2014)
- Rebel (2015)
- The Brotherhood (2017)

#### EP
- Syzygy (1998)
- Sound Mountain Sessions (2012)
- Unplugged: Live from Sugarhill Studios (2013)

### Solista
- Stranger in a Foreign Land (2006)

### Tribute Album
- We Wish You a Metal Xmas and a Headbanging New Year (2008)
- Ronnie James Dio - This Is Your Life (2014)